# MGZ (gruppo musicale)
MGZ è un progetto musicale nato nel 1988 e ancora in attività, partorito dalla mente di Mauro Guazzotti, musicista fondatore del gruppo post-industriale F:A.R..

## Storia
I F:A.R. (Final Alternative Relation) sono stati tra i primi gruppi di musica post-industriale in Italia. Provenienti da Savona e fondati da Mauro Guazzotti, furono attivi dal 1980 al 1990.
Guazzotti crea il progetto MGZ con i F:A.R. ancora in vita. Con la pubblicazione dell’album Wounded (1988), rinnega il sound oscuro e sperimentale del suo primo gruppo per convertirsi a un synthpop danzereccio, dove i testi surreali prendono il sopravvento sulla musica. L’opera prima esce per la Technological Feeling, storica etichetta dei F:A.R., fondata anni addietro dallo stesso Guazzotti.
Sciolti i F:A.R. subito dopo la pubblicazione dell’album Passi uguali (1990), Guazzotti si dedicherà anima e corpo al suo nuovo progetto, che frutterà altri quattro album nell’arco di quasi vent’anni. Tutt’ora in attività, gli MGZ si esibiscono ancora regolarmente dal vivo, con il leader addobbato in improbabili costumi, nei panni di un personaggio alieno.

## Formazione
- Mauro Guazzotti – Voce, tastiere
- Brainzuk – Tastiere, programmazione elettronica
- Bob Stones – Chitarra
- Giglio - Basso

## Produzioni

### Album in studio
- 1988 - Wounded (LP album, Technological Feeling)
- 1995 - Cambio vita (CD album, Wide Records)
- 2002 - Non riesco più a starmene tranquillo (CD album, Alternative Records)
- 2009 - Ho visto tempi migliori (CD album, Green Fog Records)
- 2014 - Disco inutile (CD album, Volume! Records)